# سیف‌الدین عصار
سید سیف‌الدین عصار، افسر گارد جاویدان، کارمند ساواک و آخرین رییس زندان قزل‌قلعه در زمان پیش از انقلاب بود. وی پسر عماد عصار سردبیر مجله آشفته بود.
عصار یکی از مأمورین بازداشت سید روح‌الله خمینی در سال ۱۳۴۲ در قم برای انتقال او به تهران بود. وی به عنوان افسر گارد جاویدان در بخش ویژه عملیات ساواک در آن دوران فعالیت می‌کرد. پس از انتقال سید روح‌الله خمینی به تهران و حبس خانگی در منزل حاج غلامحسین روغنی، عصار از مأموران کشیک حصر خانگی بود. پس از نمایش عملکرد خوب در دستگیری سریع سید روح‌الله خمینی نامه تشکر از بدیعی، رئیس سازمان اطلاعات و امنیت قم دریافت کرد. وی در دستگیری سال ۱۳۴۳ سید روح‌الله خمینی برای تبعید وی به ترکیه نیز حضور داشت.

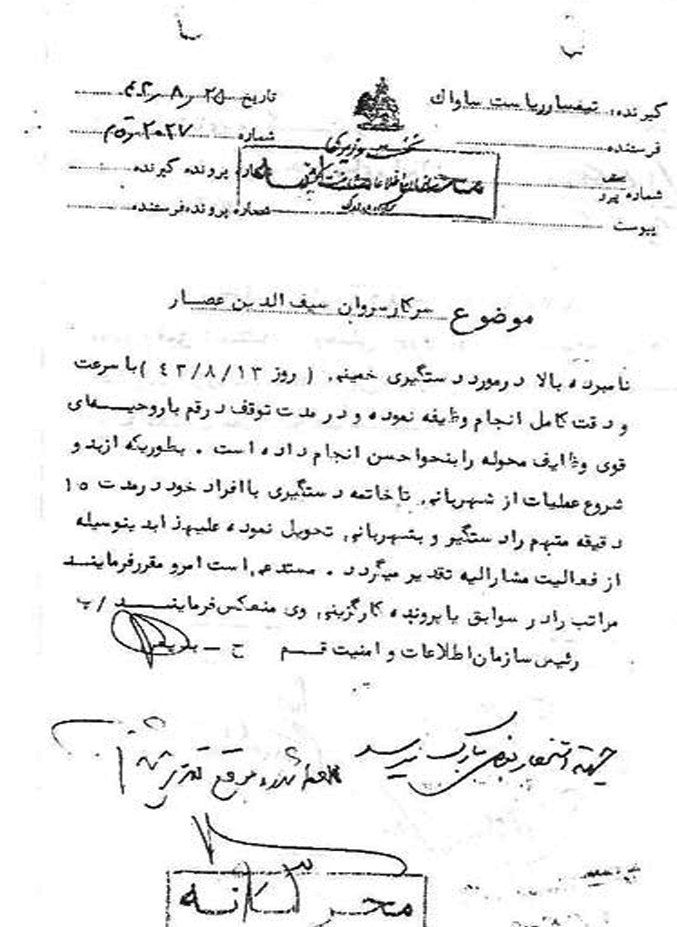
نامه محرمانه تشویق سیف‌الدین عصار از ساواک درباره دستگیری سید روح‌الله خمینی

پرویز معتمد از همکاران وی در نیروهای امنیتی در مصاحبه‌ای با ایرج مصداقی می‌گوید که:
««آقا سیف» متأسفانه معتاد شده بود. آن‌ها ۵-۶ نفر بودند که پاتوقشان خیابان لاله‌زار نو چهارراه مهنا بود. با مسعود بهنود و کاشی و دو تا دیگه از مأموران اداره سوم بودند. به خاطر همین از ساواک اخراج شد. البته کارمند کمیته هم نبود. یک کار جنبی بهش دادند و شد رئیس حفاظت تربیت بدنی. آقا سیف را نه می‌شد سیاسی حساب کرد و نه حتی اطلاعاتی. او بیشتر جنبه‌ی عملیاتی داشت. در عملیات خارج از کشور هم بود. با همدیگر عملیات‌های زیادی شرکت داشتیم از جمله در خسرو آباد خوزستان که می‌خواستند لوله‌های نفت را منفجر کنند. من از زمان بازی‌های آسیایی تهران و دستگیری حبیب برادران خسروشاهی و ... دیگه او را ندیدم. به آقا سیف زنگ زدم و گفتم نگذارد حبیب برادران خسروشاهی اتاقش را ترک کند و او را دستگیر کند.»

## زندگی شخصی
وی چند بار ازدواج کرد. همسر اولش زنی روس به نام ندا بود که ثمره این ازدواج یک دختر به نام آرزو بود. سپس با زنی شمالی ازدواج رد که ثمره آن پسری به نام علی بود که پس از انقلاب ۵۷ در هنگام بازگشت از دبستان توسط ماموران کشته شد. پس از آن سیف در خارج از کشور با زنی به نام سودابه ازدواج کرد.
پرویز ثابتی (رئیس ادارهٔ کل سوم ساواک) نیز ادعای اعتیاد سیف را تایید می‌کند و در مورد رابطه او و مسعود بهنود در کتابش می‌نویسد: «[مسعود بهنود] دوست سرهنگ سیف‌الدین عصار (از افسران مامور خدمت به ساواک) [بود] که با هم بسیار نزدیک و اهل دود و دم بودند.».
مرکز اسناد انقلاب اسلامی ادعا می‌کند که سیف در جریان انقلاب ۱۳۵۷ دستگیر می‌شود و به دادگاه اسلامی تحویل داده می‌شود. پرویز معتمد می‌گوید که سیف پس از انقلاب ۵۷ به فرانسه مهاجرت کرد و حدود سال ۱۳۸۵ در فرانسه درگذشت.